# عصب عنقي مستعرض
العصب الرقبي المستعرض (بالإنجليزية: Transverse cervical nerve)‏ ينشأ من الأعصاب الشوكية الثانية والثالثة، ويتحول حول الحدود الخلفية للعضلة القصية الترقوية الخشائية وتجديداً حول المنتصف، ويمر بشكل غير مباشر إلى الأمام تحت الوريد الوداجي الخارجي إلى الحدود الأمامية للعضلات، ويمر عبر اللفافة الرقبية العميقة (بالإنجليزية: Deep cervical fascia)‏، وتتفرع تحت العَضَلَةُ الجِلْدِيَّةُ لِلعُنُق (بالإنجليزية: Platysma muscle)‏ إلى فرع صاعد وفرع هابط، وتتوزع على الأجزاء الجانبية الأمامية للرقبة .العصب الرقبي النازل يوفر التعصيب الجلدي في هذه المنطقة.

## وصلات خارجية
- شكل تشريحي: 25:03-07 على موقع مركز سوني دونستات الطبي (تشريح بشري عبر الإنترنت).
- درسٌ تشريحي حول lesson6 مُعدٌ بواسطة ويسلي نورمان (جامعة جورجتاون).